# Makro
Makro is een van oorsprong Nederlandse zelfbedieningsgroothandel, ofwel een groothandel waar klanten zelf inkopen kunnen doen. Het concept werd opgezet door de Nederlandse Steenkolen Handelsvereniging (SHV) in 1968. Per 1 januari 1998 heeft SHV de Europese Makro's verkocht aan de Duitse METRO Group. Sindsdien vormt Makro Nederland een onderdeel van dit concern. Een groot deel van de inkoop in Nederland wordt gedaan via MAXXAM C.V., onderdeel van Bidfood. SHV Holdings is anno 2016 alleen nog eigenaar van de Makro-vestigingen in Zuid-Amerika. Concurrenten van Makro in Nederland zijn Sligro en HANOS.
Ongeveer een miljoen Nederlanders met een inschrijving bij de Kamer van Koophandel - ondernemers, stichtingen, verenigingen of instellingen - hebben een Makro-pas die nodig is voor toegang tot de groothandel. Zonder deze pas zou Makro volgens de vestigingswetten onder de detailhandel vallen en zouden de vestigingen in principe niet op de industrieterreinen gevestigd kunnen zijn waar ze zich nu bevinden, omdat detailhandel daar verboden is.

## Geschiedenis

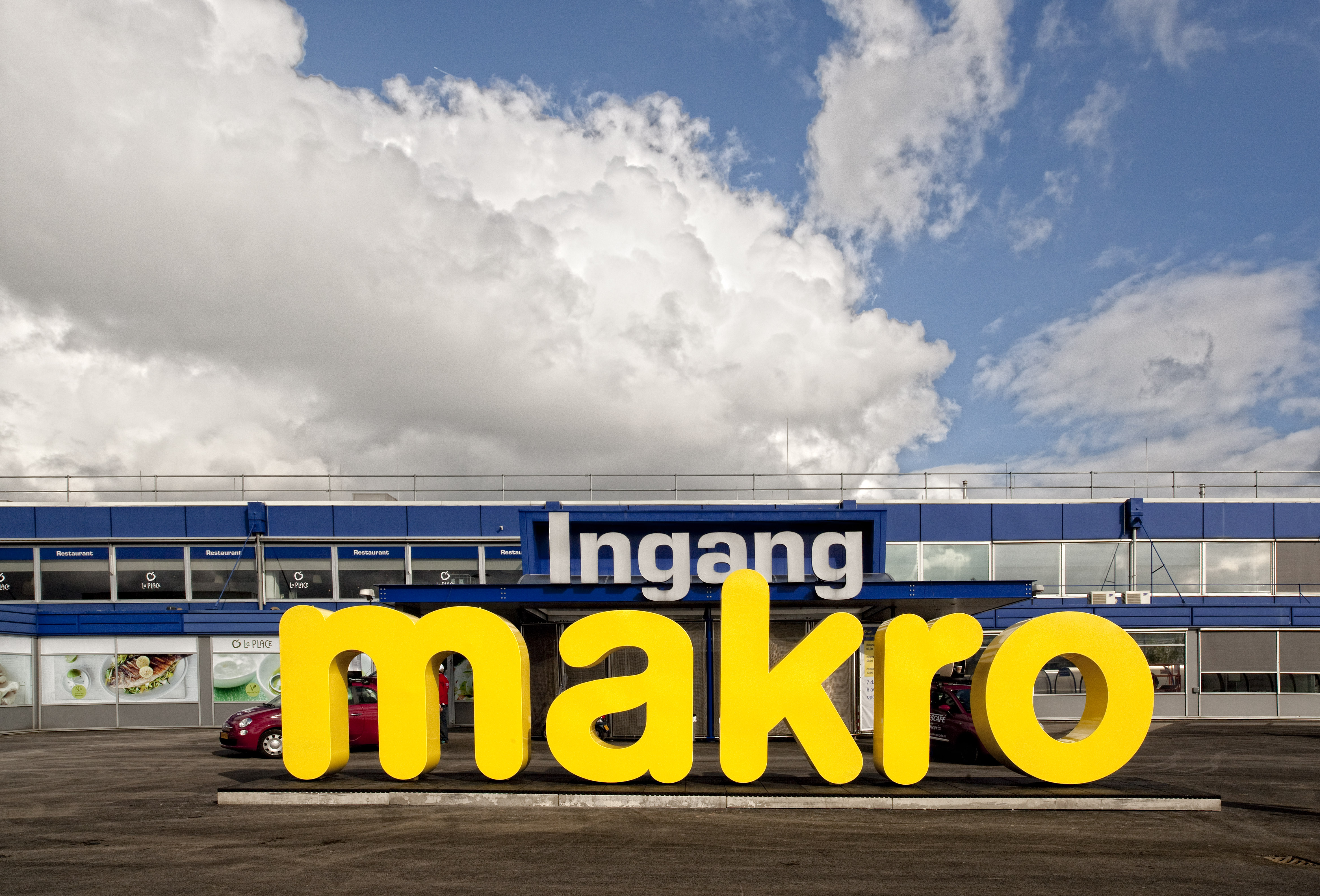
Makrologo voor de vestiging in Amsterdam-Duivendrecht

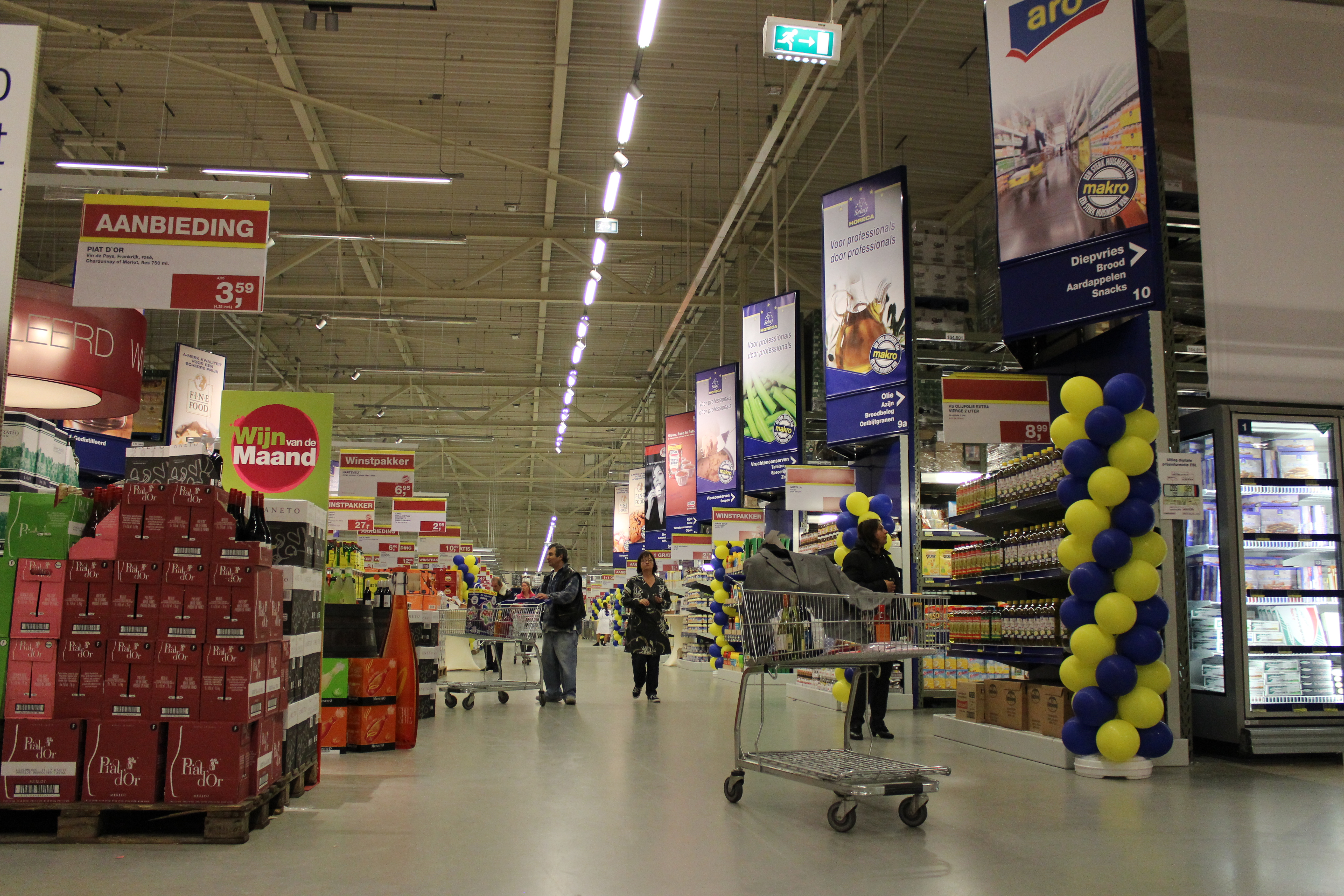
Makro Beverwijk

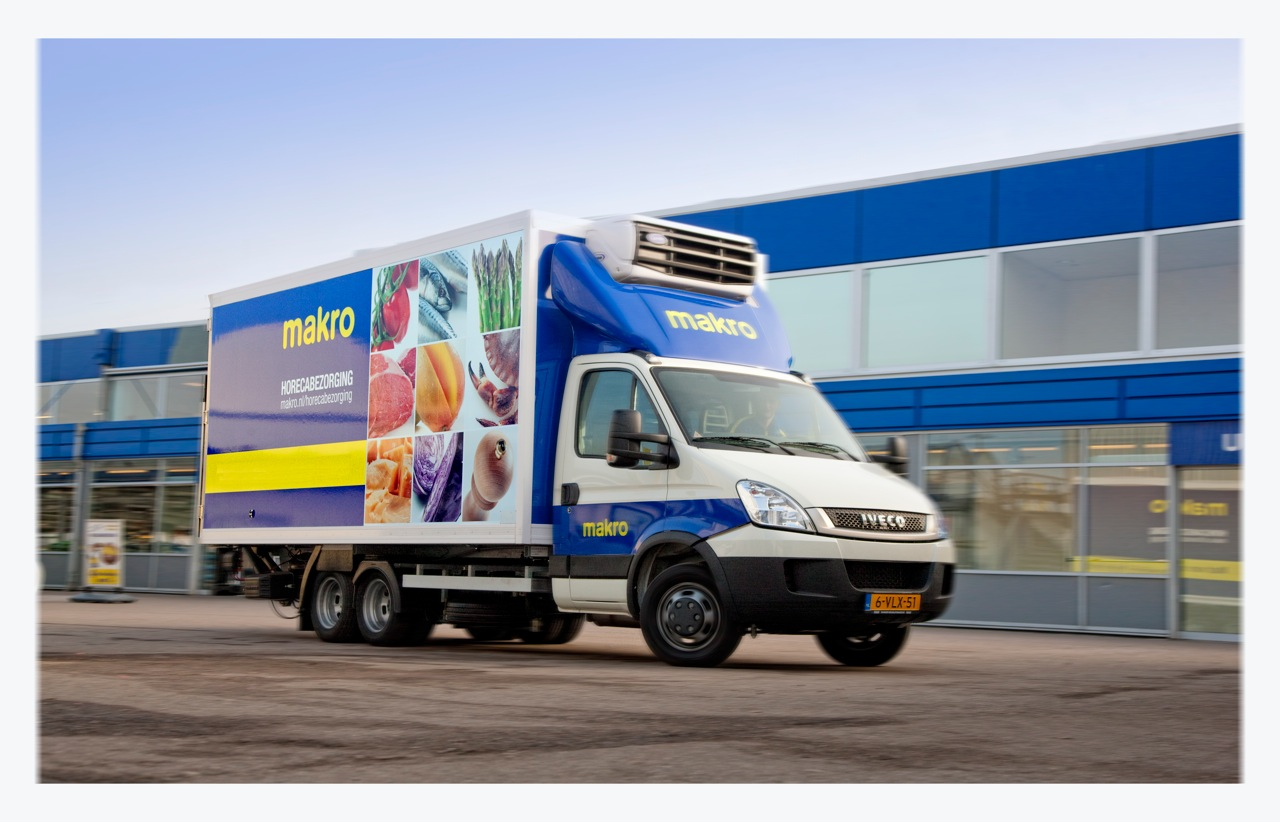
Bezorgdienst

Makro startte als eerste in Europa en veel andere landen met het idee van een zelfbedieningsgroothandel die zich zou richten op kleine ondernemers. Het bedrijf ontwikkelde zich van foodgroothandel met een sterke binding aan de horeca tot een algemene groothandel voor detaillisten. Decennialang hield de Makro de afdelingen food en non-food streng gescheiden en was het nodig daarvoor aparte pasjes te bezitten. Bij de uitbreiding naar het buitenland werd dit opgeheven. De groothandel profiteerde van wat wel 'one stop shopping' wordt genoemd. In de jaren 1990 vestigde Makro zich ook in Centraal-Europa.

### Nederland
Op 31 oktober 1968 werd het eerste filiaal in Nederland geopend op industriegebied Amstel II in Duivendrecht, gemeente Ouder-Amstel, ten zuiden van Amsterdam. In 2013 behaalde het bedrijf een geschatte omzet van 1,1 miljard euro. Anno 2016 waren er ongeveer 5.400 mensen werkzaam bij de Makro, waarvan 300 op het hoofdkantoor. Door verschillende reorganisaties, waaronder in 2021, is het aantal medewerkers inmiddels gedaald. Makro heeft anno 2023 op 17 locaties in Nederland vestigingen.

#### Kerstpakketten
Makro Nederland levert al sinds de oprichting in 1968 kerstpakketten. Dat gebeurt vanuit Inpak Centrale Nedema (ICN) onder de formulenaam Makro Kerstpakketten. Makro Kerstpakketten heeft een eigen inkooporganisatie en productiebedrijf in Duiven en 16 feestpakkettenshowrooms in het land, voor het merendeel in Makro-vestigingen.

#### Aanslagen
Tussen 1985 en 1987 was Makro Nederland het slachtoffer van bomaanslagen door de actiegroep RaRa. Op vijf vestigingen werden aanslagen gepleegd. De Makro was het mikpunt van de terreur omdat het bedrijf vestigingen had in Zuid-Afrika ondanks de apartheid; tegen dat land gold als sanctie een economische boycot. Nadat in december 1986 de Makro in Duiven en in januari 1987 de Makro in Nuth in vlammen waren opgegaan, besloot de SHV zich terug te trekken uit Zuid-Afrika. De daders van de aanslagen zijn nooit gepakt.

### België
Het bedrijf had in België zes filialen, waarvan vier in Vlaanderen en twee in Wallonië. In tegenstelling tot Nederland werden particulieren hier toegestaan aankopen te doen. In 2022 werden de Makro-filialen verkocht aan One Square Advisors en GA Europe. Op 31 december 2022 werden alle Makro-vestigingen in België definitief gesloten.